# Sentiero del Centenario
Il Sentiero del Centenario è un percorso escursionistico-alpinistico del massiccio del Gran Sasso, in Italia, che raggruppa le principali vette della parte meridionale-orientale del massiccio, una delle quattro principali traversate del massiccio (assieme a quella Campo Imperatore-Lago di Provvidenza, Campo Imperatore-Prato Selva, Campo Imperatore-Prati di Tivo-Pietracamela) ed una delle più lunghe e suggestive dell'Appennino.

## Descrizione
Prende origine da Vado di Corno (1922 m s.l.m.) ai piedi di Monte Aquila e si snoda lungo una cresta montuosa che copre in successione Monte Brancastello, Monte Prena e Monte Camicia viaggiando ben oltre i 2000 m di quota, per terminare a Fonte Vetica (1632 m s.l.m.), nella parte meridionale dell'altopiano di Campo Imperatore dopo svariati km, guardando a nord verso il Corno Grande, a ovest verso il suddetto altopiano (provincia dell'Aquila) e le vette della dorsale occidentale del massiccio (Monte della Scindarella e Monte Bolza), a est verso il versante adriatico teramano (provincia di Teramo) fino al Mare Adriatico all'orizzonte.
Sentiero CAI impegnativo, sia pure con dislivello complessivo intorno ai 1200m, che presenta diversi tratti alpinistici in ferrata in corrispondenza del Prena e del Camicia ed una lunghezza complessiva di circa 16 km, il percorso può essere ulteriormente allungato partendo dalla sommità di Campo Imperatore e raggiungendo prima Monte Aquila, scendendo poi fino a Vado di Corno oppure raggiungendo prima il Rifugio Duca degli Abruzzi sul Monte Portella e a seguire Monte Aquila.

## Galleria d'immagini

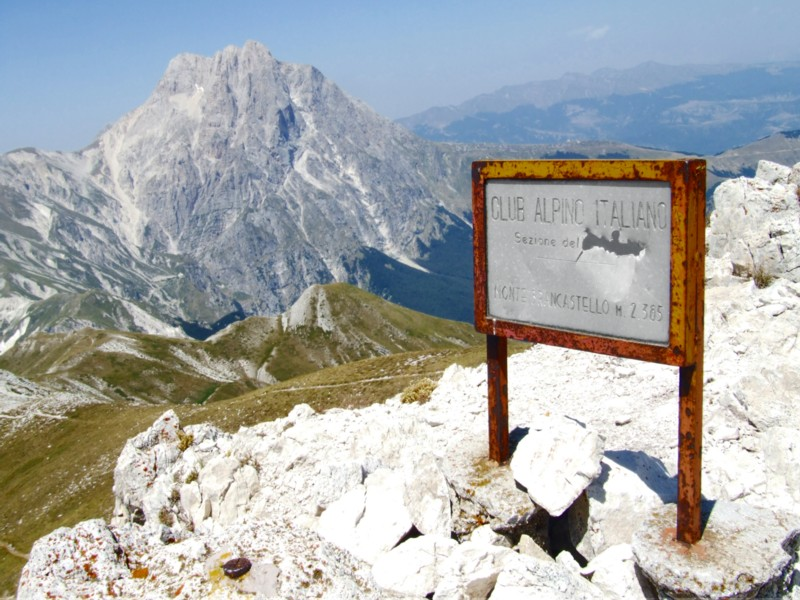
Visuale del Corno Grande dalla vetta del Brancastello
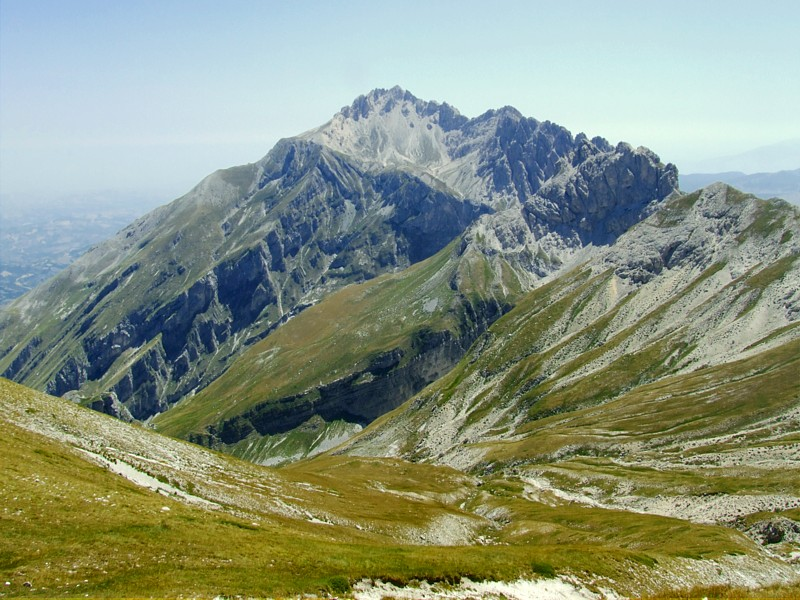
Visuale del Prena dal Brancastello
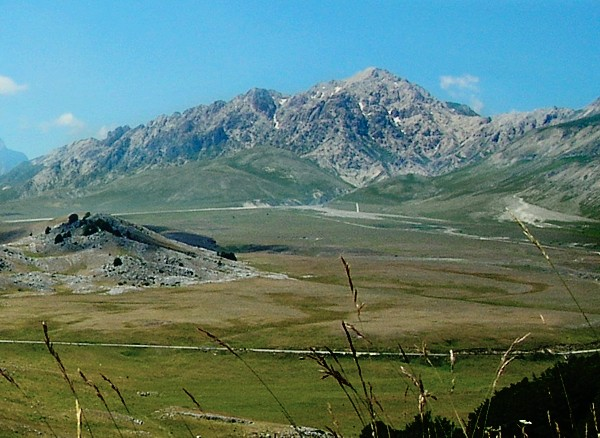
2º tratto: Monte Prena
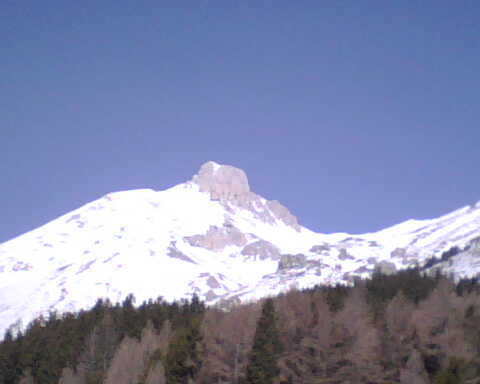
3º tratto: Monte Camicia
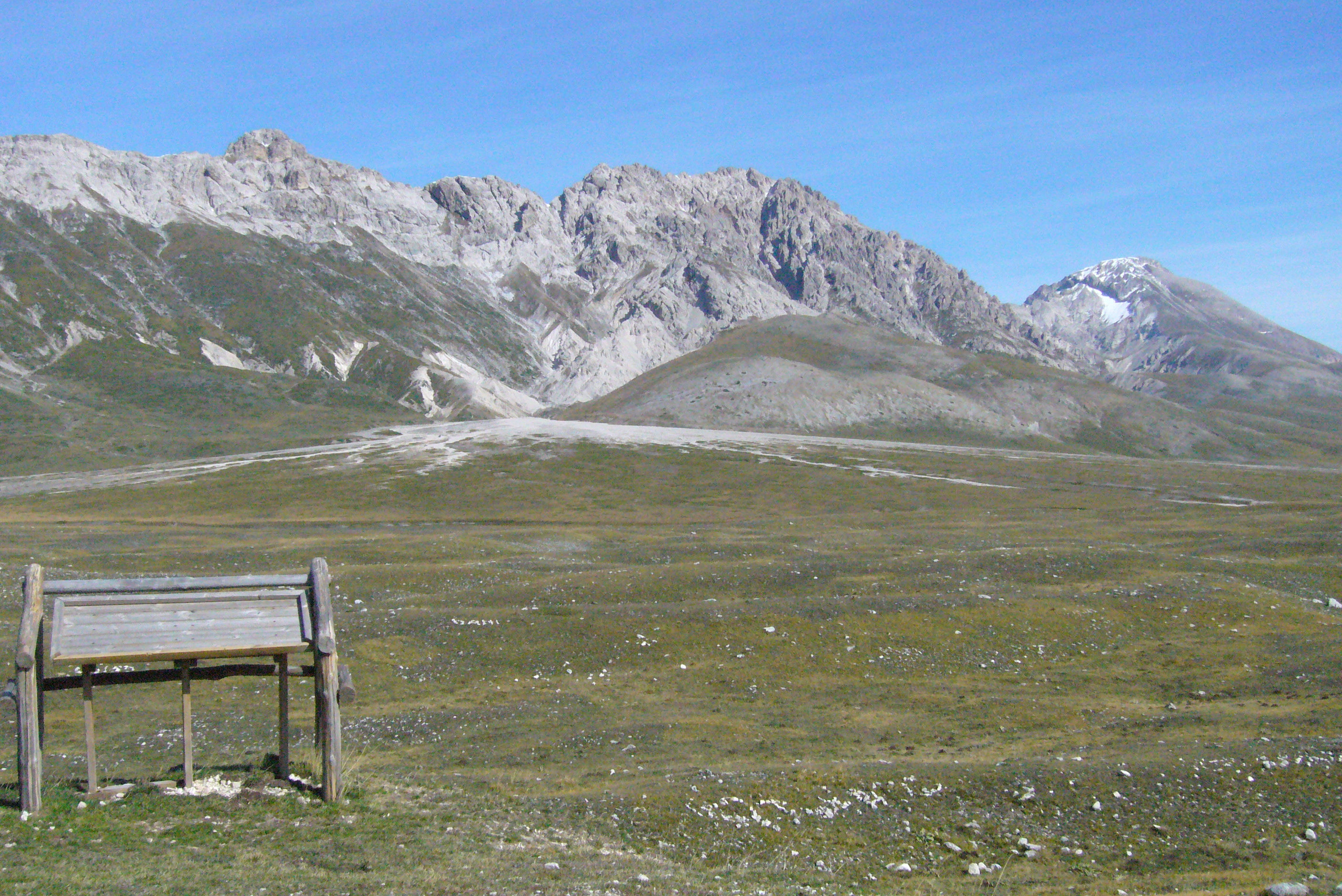
Panorama di Monte Prena e Monte Camicia